# Riet
Riet ist mit rund 1.000 Einwohnern der kleinste Teilort der Großen Kreisstadt Vaihingen an der Enz. Der ehemalige Weinort liegt auf 250–350 m Höhe im Strudelbachtal, ca. fünf Kilometer südöstlich der Kernstadt Vaihingen.

## Geographie

### Lage
Riet liegt im in Süd-Nord-Richtung verlaufenden Strudelbachtal am Strudelbach, einem südlichen Zufluss zur Enz. Vor der Kreisreform relativ zentral im Altkreis Vaihingen gelegen, ist es jetzt am Westrand des Landkreises Ludwigsburg.
Riet liegt an der Deutschen Fachwerkstraße.

### Umgebung
Die nächsten umliegenden Ortschaften sind (von Norden im Uhrzeigersinn) Enzweihingen, Hochdorf an der Enz, Eberdingen, Nußdorf. Die Landschaft ist geprägt vom tief eingeschnittenen Tal, Laub- und Mischwäldern und Steppenheide. Die Landwirtschaft nimmt einen relativ kleinen Teil der Fläche ein.
Rund um den Ort sind an den steilen Hängen terrassierte Weinberge angelegt, die heute größtenteils verwildert sind und nur noch vereinzelt nebenerwerbs- oder hobbymäßig bewirtschaftet werden.

## Geschichte

### Ursprünge
Keltische Grabhügel auf der Gemarkung Riet belegen eine Besiedelung der Umgebung bereits im ersten Jahrtausend v. Chr. Auch eine spätere römische Besiedelung ist belegt. Die erste urkundliche Erwähnung von Riet findet sich im Lorscher Codex als Villa Reoth (Dorf Riet) anlässlich einer Schenkung an das Kloster Lorsch.
Der Ursprung des Ortsnamens ist nicht gesichert. Möglich ist eine Sprachverschiebung von Villa Roth, ebenso die Abwandlung aus Ried als Hinweis auf ein ursprünglich sumpfiges Gelände. Oder die Abwandlung von Reuth oder Reutte als Hinweis auf die Rodung einer Waldfläche, was bei der Gelände- und Vegetationsart am wahrscheinlichsten sein dürfte.

### Riet im Mittelalter
1188 wird ein castrum (dt.: Burg) Riet in einem Vertrag zwischen Kaiser Friedrich I. Barbarossa und König Alfons VIII. von Kastilien, in dem die Ehe zwischen Friedrichs Sohn Konrad und Alfons Tochter Berengaria vereinbart wurde, erwähnt. Diese Burg, die in Riet bei Vaihingen vermutet wird, gehörte mit weiteren 29 staufischen Gütern zur Morgengabe der Braut. Allerdings wurde diese Ehe niemals in die Praxis umgesetzt.
In Riet befanden sich zusätzlich zum heute noch erhaltenen und bewohnten Schloss, das einst ein Wasserschloss war, noch drei weitere Schlösser. Eins befand sich etwa an der Stelle des heutigen Gemeindehauses am Dorfplatz. Bei Bauarbeiten gefundene Grundmauerreste lassen vermuten, dass die zwei anderen Schlösser am südlichen und nördlichen Ende der heutigen Paracelsusstraße standen.
Über das Adelsgeschlecht der Grafen von Reischach, die über lange Zeit und mehrmals Besitzer von Riet waren, ist Riet historisch mit Eberdingen und Nußdorf verbunden.
Der Ort Riet wurde vorwiegend von Dienstpersonal der Schlösser bewohnt, die auch die Weinberge des Schlossguts bewirtschafteten. Von daher hat die sonstige Landwirtschaft (Ackerbau, Viehwirtschaft) nie eine nennenswerte Rolle gespielt.
Ab dem 14. Jahrhundert gehörte Riet zur Vogtei Vaihingen und seinen Nachfolgeorganisationen Oberamt, Kreis usw. und ist seit 1973 nach Vaihingen eingemeindet.

### Riet im Industriezeitalter
Nach dem Wegfall der Schlösser und Adelshäuser als Hauptarbeitgeber orientierten sich die Rieter Bürger stark in Richtung der neuen Industriezentren Vaihingen und Großraum Stuttgart. Das seit den 20er Jahren im Ort angesiedelte Fuhrunternehmen Flattich sorgt(e) für eine gute Verkehrsanbindung.
Am 31. Mai 1838 verwüstete ein Tornado Riet und Großglattbach.
Am 1. Februar 1972 wurde Riet in die Stadt Vaihingen an der Enz eingegliedert.

## Wappen
Das ehemalige Gemeindewappen von Riet zeigt eine liegende goldene Hirschstange auf einem schwarzen Schildhaupt, darunter auf goldenem Schild eine schräge schwarze Reithaue.
Die Hirschstange zeigt die Zugehörigkeit zu Württemberg, die Reithaue verweist auf die Geschichte Riets als Weinort.
Das Wappen in der heutigen Gestalt und die blau-gelbe Flagge wurden 1966 verliehen.
In einem Dienstsiegel aus den 1920er Jahren ist das Wappen von Riet mit drei Hirschstangen abgebildet.

## Infrastruktur

### Wirtschaft
Riet stellt nicht nur Facharbeiter für nahegelegene Großbetriebe wie Bosch oder Behr, in Riet siedelten sich auch mehrere Unternehmen an. Zu den größten zählen der Omnibusbetrieb Flattich, die Firma Holzbau Leibfried, die Speditionen Hauser und Munz, sowie bis 2003 die Aluminiumgießerei und Stanzerei Hauser. Dazu kommen mehrere kleine Handwerksbetriebe und Handelsgeschäfte (z. B. Getränkemarkt, Dorfladen, bäuerlicher Hofladen, Blumenladen).
Weit über Riet hinaus bekannt war das Gasthaus zur Eintracht am Dorfplatz. Die zweite Gaststätte im Ort ist die Gaststätte zum Strudelbächle.

### Öffentliches Leben
Im Ort befindet sich ein Kindergarten sowie eine Grundschule. Ein Bürgerbüro als Außenstelle des Rathauses befindet sich am Dorfplatz.

### Vereine und Interessengemeinschaften
Riet hat mehrere Vereine mit zum Teil langjähriger Geschichte, unter anderem den Sportverein SV Riet e. V.

## Sehenswürdigkeiten

### Das Schloss

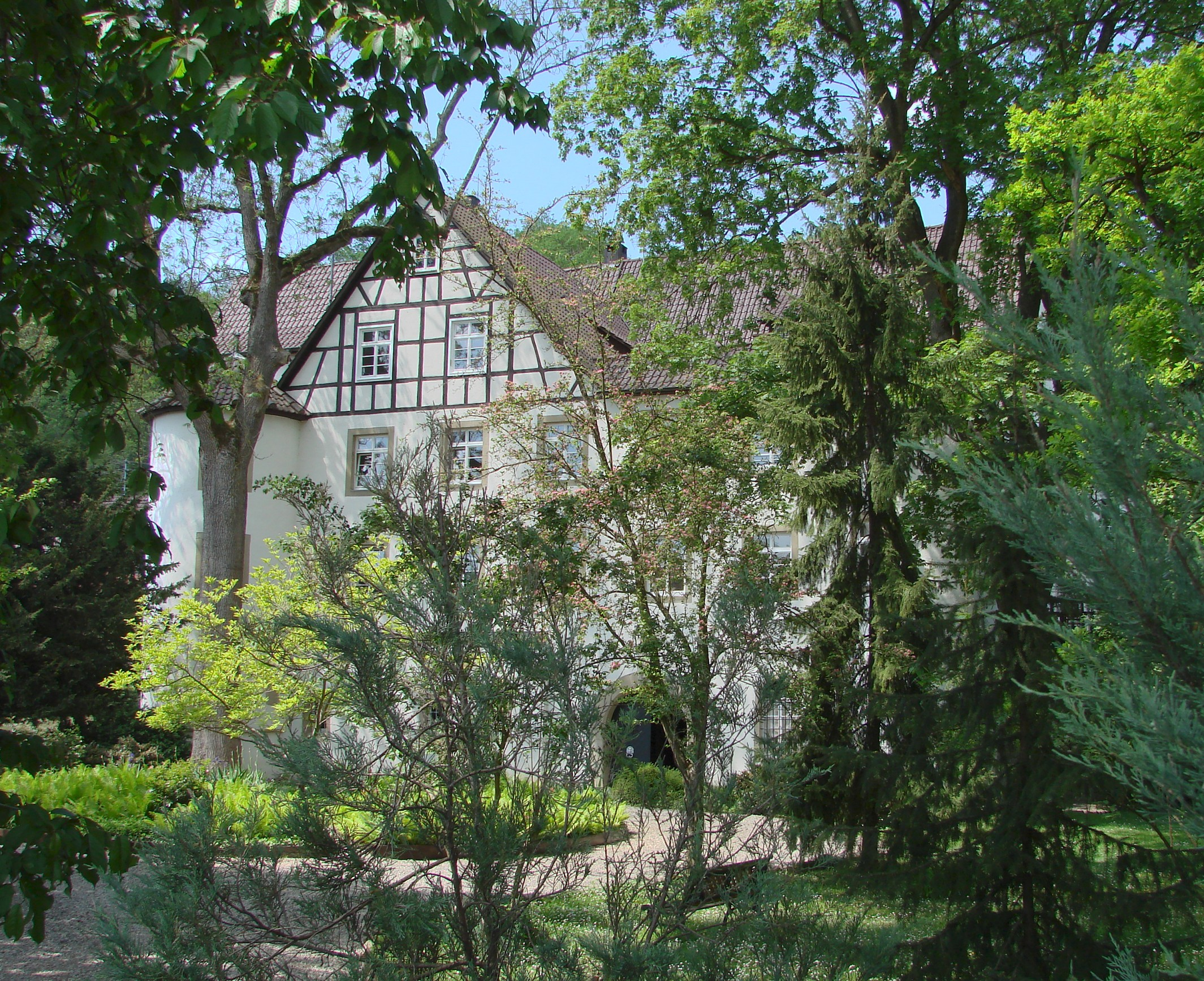
Schloss, Ostfassade

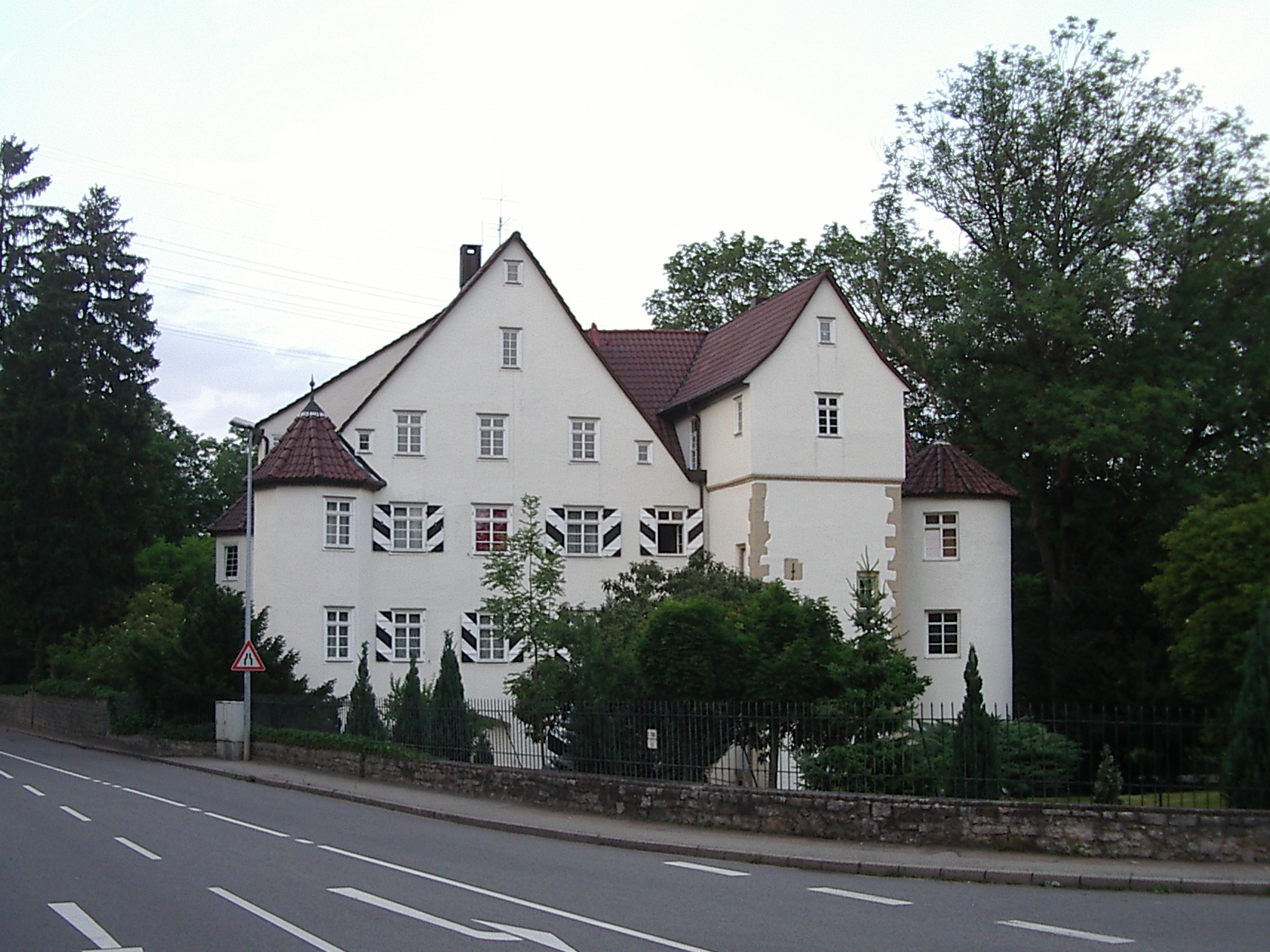
Schloss, Südfassade

Das Schloss hatte früher einen umlaufenden, tiefen, gemauerten Wassergraben, der im Ernstfall kurzfristig mit Wasser aus dem Strudelbach geflutet werden konnte.
Im Zweiten Weltkrieg war das Schloss Unterkunft für einige ausgebombte Pforzheimer und Stuttgarter Bürger, später auch Unterkunft für Vertriebene.

### Das Gemeindehaus
Das Gemeindehaus, bis in die 1980er Jahre das Pfarrhaus, steht an der Stelle eines ehemaligen Rieter Schlosses.

### Stephanuskirche
In der Kirche befindet sich noch eine hölzerne Säule des Grafenstuhl mit dem Wappen der Herren von Reischach.

### Das Pumpenhaus
Das Pumpenhaus diente der Wasserversorgung von Nußdorf und wurde 1902 von Oesterlen&Schmid, Esslingen, projektiert und 1905 errichtet. Auf Höhe der heutigen Robert-Bosch-Straße zweigte ein 130 m langer Wasserkanal aus Stahlblech Wasser vom Strudelbach ab und führte es ins Pumpenhaus. Dort wurde mit einer Fallhöhe von ca. 1,5 m über ein mittelschlächtiges Wasserrad die Pumpenanlage betrieben, die mit 2,4 l/s täglich rund 107 m³ Flusswasser als Trinkwasser nach Nußdorf förderte. In den 1960er Jahren wurde Nußdorf an das öffentliche Wassernetz angeschlossen und infolgedessen das Pumpenhaus stillgelegt.
Heute ist das Pumpenhaus beliebter Treffpunkt und Veranstaltungsort des Vereins Dörfliche Entwicklung Riet DER e. V.

## Berühmte Namen
Wilhelm von Hohenheim von Riet, Arzt, Vater des Theophrastus Bombastus Paracelsus. Paracelsus selbst soll einige Jahre bei seinem Onkel in Riet gelebt haben.
Kimsy von Reischach, ehemalige MTV Europe Moderatorin, wohnt mit ihrem Mann Marcus Lambkin (auch bekannt als DJ Shit Robot) im elterlichen Schloss Riet.